# Cô Thắm về làng (bài hát)
"Cô Thắm về làng" là một trong những sáng tác nổi tiếng nhất của nhạc sĩ Giao Tiên, được ông sáng tác vào năm 1974.

## Hoàn cảnh sáng tác
Trước đây, nhạc sĩ Giao Tiên viết bài hát này để ca ngợi người chị của mình, tên là Dương Thị Ngọc Mai (mất năm 2017). Bà Mai là người nuôi mười anh em nhạc sĩ Giao Tiên, khi còn ở Bình Định ăn học nên người. Sau này, để trả ơn chị và ông đã lấy tên "Thắm" vì tên của bà không thể đưa vào bài hát, ông đã viết bài này. Nguyên mẫu "bác Năm" trong bài này là cha của ông, là con thứ năm ở bên nội.
Sau này, từ năm 1994, ông đã viết thêm một loạt bài liên quan đến "cô Thắm", như "Cô Thắm theo chồng", "Cô Thắm vui xuân", "Cô Thắm gặp tình nhân", "Cô Thắm đi chùa", "Cô Thắm về quê hương", "Nỗi lòng cô Thắm",...

## Trình diễn
Bài hát này đã được ca sĩ Thái Châu trình bày lần đầu tiên vào năm 1974, có thu âm trong băng nhạc Shotguns 37. Sau đó, bài hát đã trở thành một hiện tượng âm nhạc vào thời điểm đó, và ca sĩ Thái Châu đã được biết đến nhiều hơn nhờ bài hát. Có khi, tờ bướm xuất bản chưa kịp in cho khách hàng. Cho đến nay, ca sĩ Thái Châu vẫn luôn luôn hát bài này mỗi khi về Việt Nam.
Sau này, ra hải ngoại, bài hát này trở thành một hiện tượng, với giọng hát của Sơn Tuyền, Phi Nhung trình bày. Còn ở trong nước, bài hát đã được trình diễn lại trong băng Mưa bụi và chương trình Duyên tình với giọng hát của Thành Lộc.
Năm 2008, bài hát đã xuất hiện trong chương trình Paris By Night 90 : Chân dung người phụ nữ Việt Nam, qua tiếng hát của Trịnh Lam, Thế Sơn, Tuấn Dũng. Ngoài ra, trong chương trình Hãy nghe tôi hát, ca sĩ Hà Thúy Anh đã hát lại bài này.

## Nhầm lẫn
Tại hải ngoại, tuy bài hát đã trở thành một hiện tượng, nhưng tác giả từng bị nhầm thành Hoàng Thi Thơ, gây bức xúc cho nhạc sĩ Giao Tiên. Ngoài ra, trong nước, bài hát này từng bị nhầm tên tác giả thành Vinh Sử.

## Ảnh hưởng
Trước năm 1975, tiết mục đơn ca và hoạt cảnh "Cô Thắm về làng" của ca sĩ Sơn Ca khiến khán giả ái mộ đặt cho bà biệt hiệu "Cô Thắm".
Tại hải ngoại, bài hát này đã được đặt tên cho khá nhiều album âm nhạc, điển hình như CD Thanh Lan CD60 : Sơn Ca - Cô Thắm về làng, Ca Dao 92 - Cô Thắm về làng,...
Năm 2016, tác phẩm còn tạo cảm hứng cho phim truyền hình Cô Thắm về làng, do Nhan Phúc Vinh, Tường Vi, Jun Phạm đóng. Năm 2019, tác giả trẻ JokeS Bii - Thiện sáng tác ra bài "Cô Thắm không về"; video Youtube của nhóm Phát Hồ, JokeS Bii, Sinike và DinhLong mang nét hiện đại khi hòa trộn cả nhạc rap và thu về hơn 170 triệu lượt xem (tính đến giữa tháng 8 năm 2022).